# James Henry Emerton
James Henry Emerton (Salem, 31 marzo 1847 – Boston, 5 dicembre 1930) è stato un aracnologo ed entomologo statunitense.

## Biografia
Fin dall'età di 15 anni raccoglieva piante, insetti e invertebrati e visitava spesso l'Istituto Essex della sua città. Qui conobbe diversi suoi futuri colleghi, fra i quali l'entomologo Alpheus Spring Packard (1839-1905) e il naturalista Frederic Ward Putnam (1839-1915).
Negli anni dal 1871 al 1875 si dedicò in modo approfondito alla sua passione: i ragni. Con una collezione di oltre 300 specie decise di trasferirsi nel 1875 in Europa. Fra le università di Lipsia e Jena ebbe modo di conoscere luminari in materia dell'epoca: Simon, O. P.-Cambridge, L. Koch e Thorell.
Nel 1877, ritornato a Salem, divenne curatore del Museo dell'Accademia delle Scienze; negli anni seguenti la sua abilità nel disegnare gli animali gli consentì di lavorare presso diverse istituzioni museali e di riceverne riconoscimenti. Nel 1884 si sposò con Mary A. Hills e si trasferì a Boston fino al 1898, anno della morte della moglie.

## Campo di studi
Il suo principale interesse verteva sulla tassonomia e sulla distribuzione dei ragni del Canada e del New England. Grazie alla sua precisa e minuziosa abilità di raccoglitore riuscì a descrivere e a far descrivere ad altri (O. P.-Cambridge in Europa) una quantità di ragni di piccole dimensioni, disegnati e riprodotti con un'accuratezza degna di nota. Vengono ricondotti alla sua opera non meno di 350 nuovi taxa.
Inoltre si occupò anche di lepidotteri, celenterati e molluschi delle coste del New England.

## Spedizioni
Con Agassiz nel 1893 visitò le Indie Occidentali; con Morse (1838-1925) nel 1902 visitò a lungo gli stati meridionali degli Stati Uniti; nel 1905 le catene montuose della California; nel 1914 le Montagne Rocciose Canadesi e nel 1920 la regione della Baia di Hudson. Continuò instancabilmente a raccogliere ragni fino a pochi mesi prima della morte, nel dicembre 1930.

## Alcuni taxa descritti
- Erigoninae Emerton, 1882 - sottofamiglia di ragni Linyphiidae
- Ceratinella Emerton, 1882 - genere di ragni Linyphiidae
- Ceratinopsis Emerton, 1882 - genere di ragni Linyphiidae
- Grammonota Emerton, 1882 - genere di ragni Linyphiidae

## Taxa denominati in suo onore
- Emertonia Wilson, 1932, copepode[1]
- Autolytus emertoni Verrill, 1881, polichete[1]
- Eustala emertoni (Banks, 1904) - ragno della famiglia Salticidae
- Glenognatha emertoni Simon, 1887 - ragno della famiglia Tetragnathidae
- Grammonota emertoni Bryant, 1940 - ragno della famiglia Linyphiidae
- Gymnobela emertoni Verrill & Smith, 1884, gasteropode[1]
- Herpyllus emertoni Bryant, 1935 - ragno della famiglia Gnaphosidae
- Pleurotomella emertonii Verrill & Smith, 1884, gasteropode[1]
- Polycerella emertoni Verrill, 1881, gasteropode[1]
- Theridion emertoni Berland, 1920 - ragno della famiglia Theridiidae
- Turbonilla emertoni Verrill, 1882, gasteropode[1]

## Alcune pubblicazioni
- Emerton, J.H., 1875 - Notes on spiders from Caves in Kentucky, Virginia and Indiana. Amer. Natural. vol.9, p. 278-281
- Emerton, J.H., 1884 - New England spiders of the family Epeiridae. Trans. Conn. Acad. Arts Sci. vol.6, p. 295-342
- Emerton, J.H., 1890 - New England spiders of the families Drassidae, Agalenidae and Dysderidae. Trans. Connect. Acad. Arts Sci. vol.8, p. 166-206
- Emerton, J.H., 1894 - Canadian spiders. Trans. Connect. Acad. Arts Sci. vol.9, p. 400-429
- Emerton, J.H., 1912 - Four burrowing Lycosa (Geolycosa Montg. Scaptocosa Banks) including one new species. Psyche vol.19, p. 25-36
- Emerton, J.H., 1917 - New spiders from Canada and the adjoining states. Canad. Ent. vol.49, p. 261-272
- Emerton, J.H., 1924 - New California spiders. Pan-Pacif. Ent. vol.1, p. 29-31